# Lennart Hellstedt

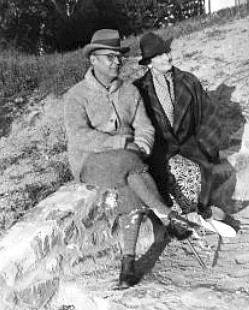
Lennart Hellstedt med hustru Gertrud von Krusenstjerna.

Carl Ernst Lennart Hellstedt, född 7 februari 1885 i Eskilstuna, död 22 maj 1941 i Huddinge församling, var en svensk civilingenjör.

## Biografi
Han var son till grosshandlaren Ernst Sewerin Hellstedt och Margaretha Berglund samt från 1912 gift med Gertrud von Krusenstjerna, dotter till löjtnant M. F. von Krusenstjerna och Ester Sabelström. Hans bror var Folke Hellstedt.
Hellstedt tog mogenhetsexamen 1903 vid Nya Elementarskolan i Stockholm och studerade vid KTH 1903-07. 1907-09 var han konstruktör nybyggnationen av Stockholms gas- och elverk och 1909-10 vid Lilla Värtan, 1909 blev han byggmästare och var ledare för uppförandet av Stockholms Stadion. Han var officer i Väg- och vattenbyggnadskåren (VVK) 1914-25. Han uppförde många industribyggnader och bostadshus i Sverige och Ryssland och bland annat även Tranebergsbron. 
Han verkade även i Helsingfors och Petrograd, exempelvis vid AB Kreuger & Toll, Finska byggnads AB och vid L.E. Hellstedt & Co. Sedan 1916 var han ledamot och vice ordförande för svensk-ryska handelskommittén.
Hellstedt var engagerad i Riksförbundet för Sveriges försvar, Svenska brigaden och Karolinska förbundet. Han erhöll frihetskorset av tredje klass.
Från 1910 var han ägare till Ågesta gård i Huddinge kommun samt bekostade i mitten av 1920-talet bygget av den första fasta broförbindelsen över sjön Magelungen (föregångaren till dagens Ågestabron).
Han är begravd på Huddinge kyrkogård.